# (6845) Mansurova
(6845) Mansurova est un astéroïde de la ceinture principale.

## Description
(6845) Mansurova est un astéroïde de la ceinture principale. Il fut découvert le 2 mai 1976 à Naoutchnyï par Nikolaï Tchernykh. Il présente une orbite caractérisée par un demi-grand axe de 2,28 UA, une excentricité de 0,15 et une inclinaison de 6,7° par rapport à l'écliptique.

## Compléments